# 肺炎克雷伯氏菌
肺炎克雷伯氏菌简称肺克（Kp，KP），是肠杆菌科克雷伯氏菌属的一种，屬於革蘭氏陰性菌，桿狀，有大量黏性的多醣形成的莢膜包覆。肺炎克雷伯氏菌可以在人類，特別是免疫力低弱的個體造成肺炎、尿路感染、菌血症等等感染症。然而除了院內感染之外，近年來社區型感染也漸漸增加。在台灣的糖尿病病患中，克雷伯氏菌經常是造成肝膿瘍（liver abscess）的病源。
克雷伯氏菌可以進行乳糖發酵，屬於兼性厭氧生物，它是目前檸檬酸發酵被研究的最清楚的微生物。
克雷伯氏肺炎杆菌M5a1菌株在1991年被重新鉴定为克雷伯氏产酸杆菌(K. oxytoca)。

## 歷史
西元1884年丹麥科學家漢斯·克里斯蒂安·革蘭（1853年－1938年）研發了革蘭氏染色法，當初即是用來分辨肺炎鏈球菌（屬革蘭氏陽性）與克雷伯氏肺炎菌（革蘭氏陰性）。
德國微生物學家艾德溫·克雷伯（Edwin Klebs）首先描述了克雷伯氏肺炎菌，此菌後來因此得名。
1996年，美國北卡羅納州出現具有A類碳青黴烯酶的肺炎克雷伯氏菌，全名為「肺炎克雷伯氏菌碳青黴烯酶」（KPC，Klebsiella pneumoniae carbapenemase），能使碳青黴烯類抗生素失去藥效，致死率30%～60%。

## 外部連結
- 微生物免疫學-Klebsiella spp.(克雷白氏桿菌) （页面存档备份，存于）